# اقتصاد استرالیا
اقتصاد استرالیا، اقتصادی توسعه یافته و متکی بر بازرگانی و کشاورزی است. در میان قابل زندگی‌ترین شهرهای جهان در سال ۲۰۰۸ به گزارش اکونومیست، ملبورن دوم، پرت چهارم، آدلید هفتم و سیدنی نهم بود. محصولات اصلی استرالیا نیشکر، پنبه، غلات و گوشت است. این کشور معادن فراوانی دارد. شرکای بازرگانی استرالیا بیشتر چین، ژاپن و کره جنوبی در آسیا و نیز ایالات متحده آمریکا هستند. بنا بر گزارش بانک جهانی، این کشور در سال ۲۰۰۵، از نظر تولید ناخالص داخلی یا GDP در رده پانزدهم جهان قرار داشته‌است و نیز بر اساس گزارش برنامه توسعه سازمان ملل متحد، استرالیا از نظر شاخص توسعه انسانی در سال ۲۰۰۶ سومین کشور توسعه یافته دنیا به حساب می‌آید.

## عوامل موثر بر رشد اقتصاد استرالیا
از مهمترین دلایل رشد اقتصادی استرالیا می توان به شرایط اقلیمی و جغرافیایی، فضای امن اقتصادی و محیط امن سرمایه گذاری، روابط تجاری با آسیا و معاهده تجارت آزاد اشاره کرد 

## اهمیت صنعت گردشگری در اقتصاد استرالیا
در شهریور ۱۳۹۳ توسط آفتاب نیوز اعلام‌شد گردشگران خارجی طی سال گذشته ۳۰ میلیارد و ۱۰۰ میلیون دلار به درآمد صنعت گردشگری استرالیا افزودند و در نتیجه رکوردی قابل توجه را بر جای گذاشتند.